# Leroy Merlin
Leroy Merlin SA (wym. [ləʁwa mɛʁlɛ̃]) – francuska sieć hipermarketów branży budowlanej, należąca do Groupe Adeo (pierwsze miejsce w Europie i trzecie na świecie na rynku DIY). Do Groupe Adeo należą sklepy takie jak: Leroy Merlin, NOMI, BricoCenter, Aki, Zodio oraz sklepy z grupy Domaxel Achats & Services, czyli Weldom oraz DomPro. Groupe Adeo należy do AFM (Stowarzyszenia Rodziny Mulliez) – podobnie jak Géant, Kiabi, Decathlon, Norauto, Orsay i kilka innych firm dystrybucyjnych.

## Sieć sklepów
Sieć Leroy Merlin w 2013 roku posiadała 325 sklepów w 13 krajach a w 2021 posiadała 464 sklepy rozlokowane w 15 krajach świata. Głównymi rynkami działania sieci są Francja - 142 sklepy i Rosja - 102 sklepy w 2020 roku. W Polsce w 2020 sieć posiadała 66 sklepów. Po Francji rynek rosyjski jest największym rynkiem dla sieci Leroy Merlin. W 2020 roku firma zapłaciła 335 000 000 USD podatku do budżetu Rosji ze swojej działalności w tym kraju, przy czym w Polsce podatek za 8 lat działalności (2012-2020) wyniósł 116 000 000 PLN, co przy średnim kursie dolara do złotówki z 2020 daje 29 753 507 USD, zajmując tym samym miejsce wśród 10 największych podatników w Rosji.

## Format
Głównym formatem Leroy Merlin są hipermarkety o powierzchni 10 tys. m², zwykle zlokalizowane na obrzeżach ponadmilionowych miast i ośrodków regionalnych, istnieje również format o powierzchni 5-6 tys. m². Sklepy firmy działają w formacie samoobsługowym, pracownicy parkietów handlowych zajmują się układaniem towarów i doradzaniem klientom.

## Historia[12]
- 1923 – w miasteczku Noeux les Mines Adolf Leroy otworzył sklep, w którym pod szyldem Stocks Americains sprzedawał materiały z amerykańskiego demobilu (materiały budowlane, drewno, taczki, łopaty, motyki itp.)[13][14][15]. Produkty sprzedawał po przystępnych cenach i jako pierwszy wprowadził bezpłatne dostawy towarów w promieniu 100 kilometrów[15].
- 1924 – Adolf Leroy ożenił się z Różą Merlin, co dało początek firmie o charakterze rodzinnym[16][17].
- 1960 – zmieniono nazwę firmy z Au Stock Americain na Leroy Merlin. Powstały sklepy z wyodrębnionymi działami (budowlany, stolarski, meblowy, sanitarny)[17][14].
- 1968, Leroy Merlin otwiera swój pierwszy sklep samoobsługowy, oparty na modelu detalicznym[17][18].
- 1979 – sieć sklepów Leroy Merlin połączyła się z grupą Auchan należącą do rodzinnej grupy finansowej AFM (Association Familiale Mulliez)[19][20].
- 1980–1984 – zawężono działalność do sprzedaży produktów budowlanych, dekoracyjnych, ogrodniczych i służących majsterkowaniu. Nastąpiła likwidacja działów: meblowego, gospodarstwa domowego, kuchennego, sportowego, campingowego i zabawek[17].
- 1980 – zielony trójkąt stał się częścią logo firmy[21].
- 1996 – otwarto pierwszy sklep w Polsce[22].
- 2007 – nastąpiła zmiana nazwy z Groupe Leroy Merlin na Groupe Adeo[23].

## Kontrowersje
Po inwazji Rosji na Ukrainę w lutym 2022 roku francuska centrala Leroy Merlin nie dołączyła do wielu światowych firm, które wycofały lub zawiesiły działalność w Rosji, a wręcz zapowiedziała „zwiększenie dostaw swoich produktów”, co spotkało się z dużą falą krytyki, a w Polsce z licznym bojkotem konsumentów. W odpowiedzi na krytykę polska sieć Leroy Merlin ogłosiła wstrzymanie współpracy z dostawcami z Rosji i Białorusi. Pomimo tej deklaracji pod koniec maja 2022 roku rosyjskie i białoruskie produkty nadal znajdowały się w ofercie sieci, ale z metkami oznaczającymi Polskę jako kraj produkcji.